# صالح بن حميد
صالح بن عبد الله ابن حميد (ولد 1369 هـ / 1950 م)، عالم وداعية وخطيب سعودي، وأستاذ جامعي، عضو هيئة كبار العلماء السعودية، شغل منصب رئيس مجلس الشورى من عام 1422هـ/ 2002م حتى تعيينه رئيسًا للمجلس الأعلى للقضاء عام 1430هـ/ 2009م. واستمرَّ في منصبه حتى عام 1433هـ/ 2012م حين أُعفي وعُيّن مستشارًا في الديوان الملكي. فاز بجائزة الملك فيصل العالمية لخدمة الإسلام عام 1437هـ/ 2016م.
صدرت موافقة الملك سلمان بن عبد العزيز على تكليفه إلقاءَ خطبة يوم عرفة لحجِّ عام 1446 في مسجد نَمِرة، ليكون بذلك الخطيبَ السادس عشر من خطباء عرفة في العهد السعودي.

## ولادته وتحصيله
وُلد صالح بن عبد الله بن محمد بن حميد الخالدي في بُرَيدة بالقصيم، سنة 1369هـ/ 1950م. حصل على شهادة الثانوية العامة في مكة المكرَّمة عام 1387هـ.
ثم تابع دراسته في جامعة أم القرى بمكة المكرَّمة، فحصل على شهادة (بكالوريوس) في الشريعة عام 1395هـ، ثم على (ماجستير) في تخصُّص الفقه وأصوله عام 1396هـ، ثم على (دكتوراه) في الفقه وأصوله عام 1402هـ، بتقدير ممتاز مع مرتبة الشرف الأولى.

## وظائفه ومناصبه
بدأ صالح ابن حميد العمل معيدًا في كلية الشريعة بجامعة أم القرى، ثم محاضرًا فيها، فأستاذًا مسـاعدًا، إلى أن أصبح رئيسًا لقسم الاقتصاد الإسلامي. وتولَّى منصب مدير مركز الدراسات العليا الإسلامية بجامعة أم القرى، ووكيل كلية الشريعة للدراسات العليا، ثم عُيِّن عميدًا لكلية الشريعة.
صلَّى إمامًا في المسجد الحرام عام 1403هـ، وعُين رسميًّا إمامًا وخطيبًا في العام التالي 1404هـ، ليكون بذلك أولَ حاصل على شهادة دكتوراه يُعيَّن إمامًا في المسجد الحرام، وكان حصل على شهادة الدكتوراه عام 1402هـ. ثم اختير نائبًا للرئيس العام لشؤون المسجد الحرام والمسجد النبوي، ثم عضوًا في مجلس الشورى من 1414هـ حتى 1421هـ. وفي عام 1421هـ صدر أمر بتعيينه رئيسًا عامًّا لشؤون المسجد الحرام والمسجد النبوي.
في 24 ذي القَعْدة 1422هـ الموافق 8 فبراير (شُباط) 2002م صدر أمر ملكي بتعيينه رئيسًا لمجلس الشورى السعودي، وفي 19 صفر 1430هـ الموافق 15 فبراير (شُباط) 2009م عُيِّن رئيسًا للمجلس الأعلى للقضاء خلفًا للشيخ صالح اللحيدان. وفي 24 ربيع الآخر 1433هـ الموافق 17 مارس (آذار) 2012م أُعفيَ من منصبه بناء على طلبه، وعُيِّن مستشارًا بالديوان الملكي بمرتبة وزير ولا يزال.
صدرت موافقة خادم الحرمين الشريفين الملك سلمان بن عبد العزيز بتكليفه بإلقاء خطبة يوم عرفة لحجِّ عام 1446هـ/ 2025م في مسجد نمرة.

## نشاطاته وعضوياته
- إمام وخطيب المسجد الحرام بمكة المكرمة منذ 1404هـ.
- عضو هيئة كبار العلماء السعودية منذ 1421هـ.
- عضو في المجلس الأعلى العالمي للمساجد برابطة العالم الإسلامي.
- عضو في اللجنة الشرعية بهيئة الإغاثة الإسلامية العالمية.
- مدرس بالمسجد الحرام، وقد صدرت موافقة سامية على تعيينه مدرسًا ومفتيًا فيه.
- رئيس مجمع الفقه الإسلامي الدَّولي المنبثق عن منظمة التعاون الإسلامي منذ 2007.
- أستاذ بالمعهد العالي للقضاء.
- نائب رئيس المجلس الأعلى للدار الحديث الخيرية.

### المؤتمرات والندوات
له مشاركات في المؤتمرات العلمية والعالمية، سواء ما كان منها من طريق المسجد الحرام وشؤونه، أو ما كان من طريق جامعة أم القرى، أو الدعَوات الخاصَّة. وقد حضر مؤتمرات علمية في القاهرة، والرِّباط، ولندن، وعدَّة ولايات في امريكا، وباكستان، وماليزيا، وجنوب إفريقيا.
1. وضع الحرج في الشريعة الإسلامية ضوابطه وتحقيقاته.
2. من خطب المسجد الحرام توجيهات وذكرى (جزءان).
3. أدب الخلاف، بالعربية والأردية.
4. تلبيس مردود في طريق العزة، بالعربية والإسبانية والصومالية.
5. أحداث ومواقف في طريق العزة.
6. البيت السعيد وخلاف الزوجين.
7. القدوة مبادئ ونماذج.
8. مفهوم الحكمة في الدعوة.
9. التوجيه غير المباشر في التربية وتغير السلوك.
10. ضابط المثلي والقيمي عند الفقهاء، تحت الطبع.
11. نظرة تأصيلية في الخلاف بين أهل العلم.
12. الجامع في فقه النوازل.
13. تاريخ أُمَّة في سِيَر أئمَّة (5 أجزاء)، صدر عن مركز تاريخ مكة المكرَّمة التابع لدارة الملك عبد العزيز، وحصل على جائزة كتاب العام من النادي الأدبي بالرياض عام 2013.[9]
14. رجال صدقوا: رثاء ووفاء، عام 2020.[10]

## جوائزه
- فاز بجائزة الملك فيصل العالمية لخدمة الإسلام عام 1437هـ/ 2016م.

## وصلات خارجية
- الموقع الرسمي للشيخ صالح بن عبد الله ابن حميد